# Chthonius longesetosus
Chthonius longesetosus är en spindeldjursart som beskrevs av Volker Mahnert 1976. Chthonius longesetosus ingår i släktet Chthonius och familjen käkklokrypare. Inga underarter finns listade i Catalogue of Life.